# Lin Chaopan
Lin Chaopan (en chino: 林超攀; Quanzhou, 27 de agosto de 1995) es un deportista chino que compite en gimnasia artística, tres veces campeón mundial.
Participó en dos Juegos Olímpicos de Verano, obteniendo dos medallas de bronce, ambas en la prueba de equipo: en Río de Janeiro 2016 junto con Deng Shudi, Liu Yang, You Hao y Zhang Chenglong y en Tokio 2020 con Sun Wei, Xiao Ruoteng y Zou Jingyuan; además, en Río de Janeiro 2016 terminó quinto en el concurso individual.
Ganó siete medallas en el Campeonato Mundial de Gimnasia Artística entre los años 2013 y 2023, y seis medallas en los Juegos Asiáticos, en los años 2018 y 2022.
Por su trayectoria deportiva, fue nombrado en 2014 «Atleta Internacional de Élite» por la Administración General del Deporte de China, y galardonado en 2016 con la Medalla de Honor al Deporte de China.

## Palmarés internacional
| Juegos Olímpicos   | Juegos Olímpicos        | Juegos Olímpicos  | Juegos Olímpicos     |
| Año                | Lugar                   | Medalla           | Prueba               |
| ------------------ | ----------------------- | ----------------- | -------------------- |
| 2016               | Río de Janeiro (Brasil) | Medalla de bronce | Concurso por equipos |
| 2020               | Tokio (Japón)           | Medalla de bronce | Concurso por equipos |
| Campeonato Mundial |                         |                   |                      |
| Año                | Lugar                   | Medalla           | Prueba               |
| 2013               | Amberes (Bélgica)       | Medalla de oro    | Paralelas            |
| 2014               | Nanning (China)         | Medalla de oro    | Concurso por equipos |
| 2015               | Glasgow (Reino Unido)   | Medalla de bronce | Concurso por equipos |
| 2017               | Montreal (Canadá)       | Medalla de plata  | Concurso individual  |
| 2018               | Doha (Catar)            | Medalla de oro    | Concurso por equipos |
| 2019               | Stuttgart (Alemania)    | Medalla de plata  | Concurso por equipos |
| 2023               | Amberes (Bélgica)       | Medalla de plata  | Concurso por equipos |
| Juegos Asiáticos   |                         |                   |                      |
| Año                | Lugar                   | Medalla           | Prueba               |
| 2018               | Yakarta (Indonesia)     | Medalla de oro    | Concurso individual  |
| 2018               | Yakarta (Indonesia)     | Medalla de oro    | Concurso por equipos |
| 2018               | Yakarta (Indonesia)     | Medalla de bronce | Suelo                |
| 2022               | Hangzhou (China)        | Medalla de oro    | Concurso por equipos |
| 2022               | Hangzhou (China)        | Medalla de plata  | Barra                |
| 2022               | Hangzhou (China)        | Medalla de bronce | Suelo                |